# 斎藤啓子
斎藤 啓子（さいとう けいこ、1977年（昭和52年）4月16日 - ）は、日本の元女子プロレスラー。身長156cm、体重54kg、血液型B型。新潟県北蒲原郡出身。新潟県立五泉高等学校卒業。
2005年9月17日にプロレスラー引退後は女優に転身、劇団TRAPPER、真夏座に参加した。I&Iファクトリー所属。
2013年３月４日に戸野広浩司記念劇場で行われたＪｄ&ＪＤトークショーに参加している。

## 所属
- 吉本女子プロレスJd'→JDスター女子プロレス（2002年～2004年）
- フリー（2004年）
- JDスター（2005年）

プロレスラー引退後、女優として活動
- 劇団TRAPPER（2007年～2008年）
- 真夏座（2008年～2009年）

## プロレス時代の経歴・戦歴
- 2002年10月13日、東京・北沢タウンホールにおいて、対ザ・ブラディー戦でデビュー。
- 2004年4月17日、全日本女子(東京・お台場メディアージュ・スタジオドリームメーカー)で前村早紀の持つ全日本シングルに挑戦するが敗北。
- 2005年6月26日、DDTのアイアンマンヘビーメタル級王座(第182代)を獲得。

## 得意技
- DDT

## 入場テーマ曲
- 「Crawling」（リンキン・パーク）

## 女優としての活動
- 「新木場☆ストアーハウス』
- 「ボーダー～あの空の向こうとこっち～」「港崎遊郭」「SO LA LA LA～僕の空には虹がある～」「BLUE SKY GRACE」（TRAPPER本公演）
- 「天使の種～小さな幸せ、お届けします～」（TRAPPER都電公演）
- 「どうも、コッセこういちです」(TRAPPERプレゼン公演）
- 「ヴービー」（TRAPPER第10回本公演）